# Eleanor F. Helin
Eleanor Francis „Glo” Helin (n. 19 noiembrie 1932, Pasadena, California, SUA – d. 25 ianuarie 2009) a fost o astronomă americană. A fost investigatorul principal al programului Near Earth Asteroid Tracking (NEAT) patronat de Jet Propulsion Laboratory - NASA. S-a retras în anul 2002.
Asteroidul 3267 Glo a fost denumit în onoarea sa. (Glo era hipocoristicul astronomei.)
| Asteroizi descoperiți: 872 (până în iulie 2006—doar câțiva cei mai notabili sunt prezentați mai jos)                            | Asteroizi descoperiți: 872 (până în iulie 2006—doar câțiva cei mai notabili sunt prezentați mai jos) | Asteroizi descoperiți: 872 (până în iulie 2006—doar câțiva cei mai notabili sunt prezentați mai jos) |
| --- | --- | --- |
| 2062 Aten | 7 ianuarie 1976                                                                                      | Asteroid Aten                                                                                        |
| 2100 Ra-Shalom | 10 septembrie 1978                                                                                   | Asteroid Aten                                                                                        |
| 2135 Aristaeus [1] | 17 aprilie 1977                                                                                      | Asteroid Apollo                                                                                      |
| 3360 Syrinx [2] | 4 noiembrie 1981                                                                                     | Asteroid Apollo                                                                                      |
| 3449 Abell | 7 noiembrie 1978                                                                                     | |
| 3752 Camillo [3] | 15 august 1985                                                                                       | Asteroid Apollo                                                                                      |
| (3757) 1982 XB | 14 decembrie 1982                                                                                    | Asteroid Amor                                                                                        |
| (3988) 1986 LA | 4 iunie 1986                                                                                         | Asteroid Amor                                                                                        |
| 4015 Wilson-Harrington | 15 noiembrie 1979                                                                                    | Cometă                                                                                               |
| (4034) 1986 PA | 2 august 1986                                                                                        | Asteroid Apollo                                                                                      |
| 4055 Magellan | 24 februarie 1985                                                                                    | Asteroid Amor                                                                                        |
| (4197) 1982 TA [4] | 11 octombrie 1982                                                                                    | Asteroid Apollo                                                                                      |
| 4660 Nereus | 28 februarie 1982                                                                                    | Asteroid Apollo                                                                                      |
| 4769 Castalia | 9 august 1989                                                                                        | Asteroid Apollo                                                                                      |
| 4957 Brucemurray | 15 decembrie 1990                                                                                    | Asteroid Amor                                                                                        |
| 5653 Camarillo [5] | 21 noiembrie 1992                                                                                    | Asteroid Amor                                                                                        |
| 6456 Golombek [5] | 27 iulie 1992                                                                                        | Asteroid Amor                                                                                        |
| 6489 Golevka | 10 mai 1991                                                                                          | Asteroid Apollo                                                                                      |
| 7336 Saunders | 6 septembrie 1989                                                                                    | Asteroid Amor                                                                                        |
| 8013 Gordonmoore | 18 mai 1990                                                                                          | Asteroid Amor                                                                                        |
| 9969 Braille [5] | 27 mai 1992                                                                                          | |
| 26858 Misterrogers | 21 martie 1993                                                                                       | |
| 1. 1 cu Schelte J. Bus 2. 2 cu R. Scott Dunbar 3. 3 cu Maria A. Barucci 4. 4 cu Eugene M. Shoemaker 5. 5 cu Kenneth J. Lawrence | | |